# Dragotin Fatur
Dragotin Fatur, slovenski arhitekt, * 13. oktober 1895, Divača, † 19. september 1973, Ljubljana.